# Haemulopsis
Haemulopsis is een geslacht van straalvinnige vissen uit de familie van grombaarzen (Haemulidae).

## Soorten
- Haemulopsis axillaris (Steindachner, 1869)
- Haemulopsis elongatus (Steindachner, 1879)
- Haemulopsis leuciscus (Günther, 1864)
- Haemulopsis nitidus (Steindachner, 1869)